# Card de memorie

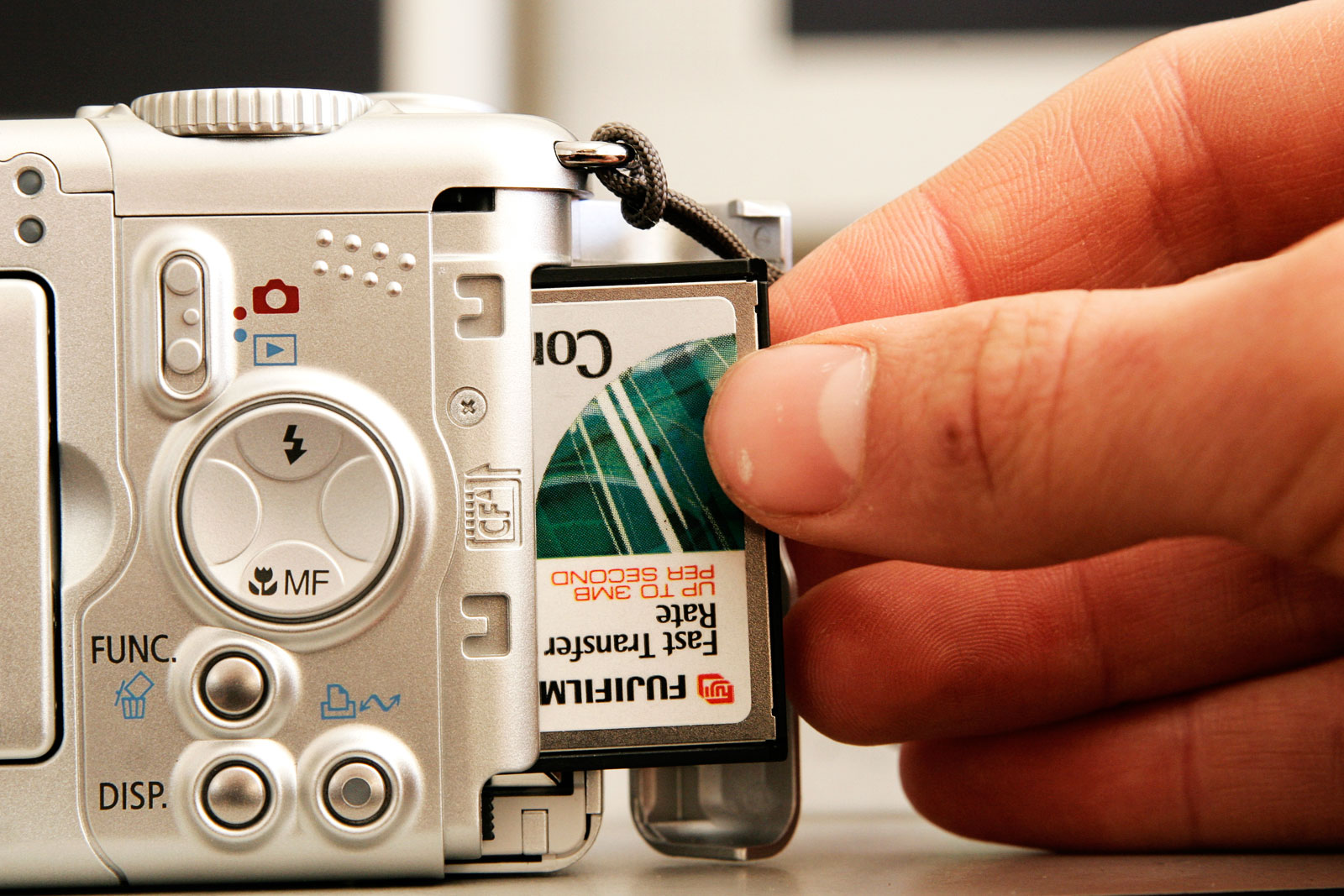
Conectarea unui card de memorie

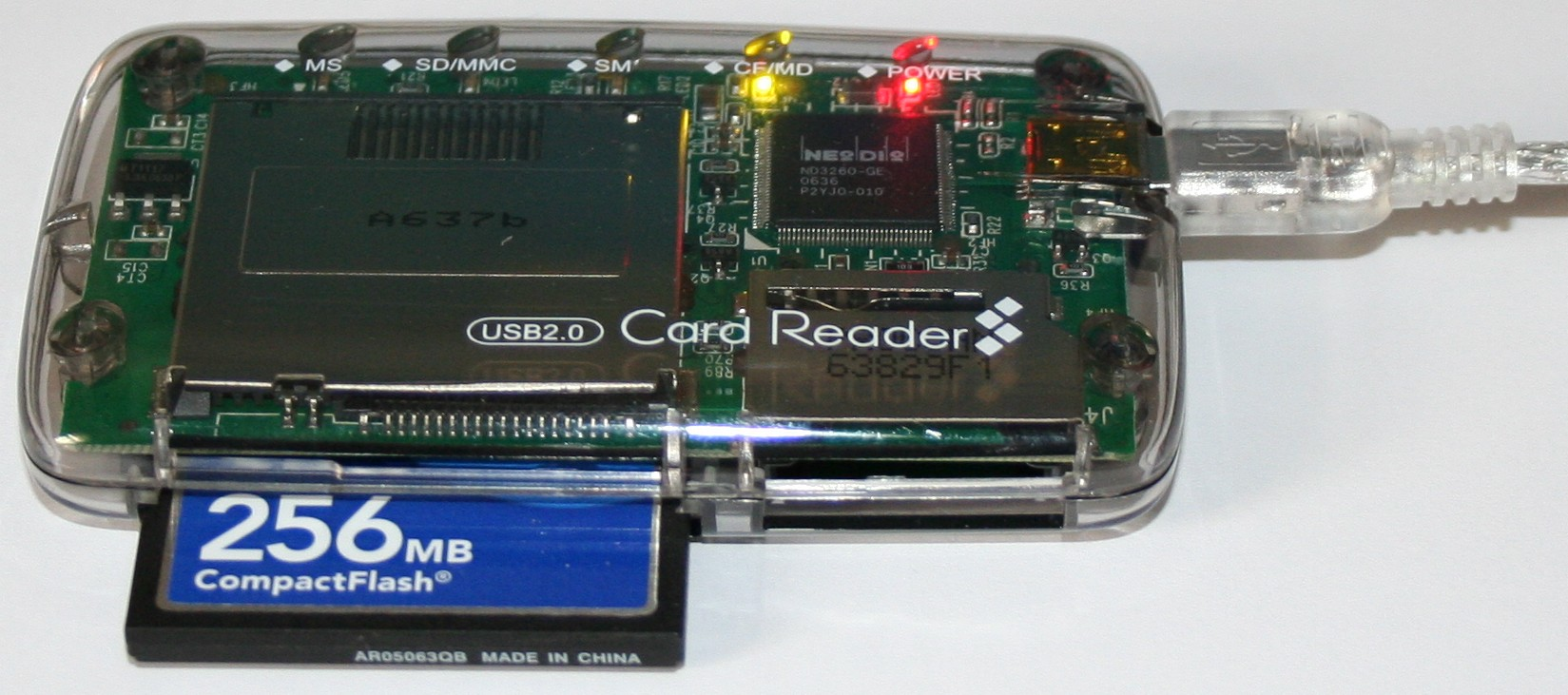
Cititor de carduri

Cardul de memorie este un  dispozitiv de mici dimensiuni, creat pentru a stoca informații. De obicei, cardurile de memorie folosesc memorie flash, la fel ca unitățile USB sau discurile SSD. Cardurile de memorie sunt utilizate în dispozitive mobile: aparatele foto digitale, smartphone-uri, smartwatch, tablete, PDA, playere media, laptopuri, console de jocuri, camere video, calculatoare și în instrumente muzicale electronice. Deoarece folosesc memorie flash, informațiile salvate pe un card de memorie nu se pierd atunci când sunt deconectate. Cardurile de memorie se conectează direct, prin intermediul unor sloturi speciale, disponibile pe dispozitivele care le suportă, a unui cititor de carduri sau al unui adaptor.  Cei mai importanți producători de carduri de memorie sunt SanDisk, Lexar, Kingston, Integral, Transcend, Samsung.

## Istoric
- 1990: Carduriele PC (PCMCIA) au fost primele formate comerciale de carduri de memorie. PC Card este un dispozitiv de memorie conceput pentru notebook sau laptop pentru extinderea memoriei, dezvoltat de Personal Computer Memory Card International Association (PCMCIA). Existau trei tipuri, diferind ca grosime și în versiuni de 16 biți sau 32 de biți. Cardurile PC sunt acum utilizate în principal în aplicații industriale și pentru a conecta dispozitive precum modemuri.

- 1994: Formatul CompactFlash și dispozitivele au fost specificate și fabricate pentru prima dată de SanDisk în două versiuni. CompactFlash I (CF-I) și CompactFlash II (CF-II) sunt utilizate în principal în dispozitive electronice portabile. CompactFlash a folosit inițial memorie flash de tip NOR, care putea executa programe direct de la flash fără a fi nevoie să se copieze în memoria RAM a dispozitivului.

- 1995: SmartMedia Card (SM/SMC) este un standard de card de memorie flash bazat pe NAND care a fost lansat în 1995 și deținut de Toshiba. Capacitățile cardurilor de memorie SmartMedia au fost reduse, de la 2 MB la 128 MB. Cardurile de memorie SmartMedia nu mai sunt fabricate.

- 1997: MultiMediaCard (MMC) a fost introdus în 1997 de către SanDisk și Siemens AG. Cardurile multimedia sunt disponibile în dimensiuni de până la 512 GB și sunt utilizate în electronice de larg consum. Cardurile MMC și-au pierdut popularitatea, dar cardul MMC încorporat (eMMC) este încă utilizat pe scară largă ca mijloc de stocare internă în dispozitive portabile.

- 1998: Memory Stick (MS) este un format de card de memorie flash amovibil, lansat de Sony la sfârșitul anului 1998. A fost disponibil în dimensiuni de la 4 MB la 128 MB. Ulterior, au fost introduse pe piață multe revizuiri cu o capacitate maximă de stocare mai mare, viteze de transfer mai mari și dimensiuni mai mici. Sony a folosit exclusiv Memory Stick în produsele sale (camerele digitale Cyber-shot, WEGA, computerele VAIO și consola de jocuri PlayStation Portable).

- 1999: Secure Digital (SD) este un format de card de memorie dezvoltat de SD Association (SDA) pentru utilizare pe dispozitive portabile. A fost introdus în 1999 de SanDisk, Panasonic (Matsushita) și Toshiba, ca o îmbunătățire față de MultiMediaCard și de atunci a devenit standard industrial. Sunt intens promovate de Sony și Olympus.

- 2000: USB (Universal Serial Bus) a fost lansat și comercializat de IBM și Trek Technology.

- 2003: MiniSD a fost introdus în 2003, ca versiune mai mică a cardului SD. În timp ce noile carduri au fost concepute special pentru telefoane mobile, ele sunt de obicei includ și un adaptor miniSD care oferă compatibilitate cu un slot standard pentru card de memorie SD.

- 2005: au fost introduse cardurile micro SD, disponibile în capacități de 32, 64 și 128 MB, urmate de carduri micro M2 (de la 64 MB la 16 GB) și carduri micro SDHC (2 GB până la 32 GB) în 2006.

- 2010: SDXC (Secure Digital Extended Capacity) cu aceleași dimensiuni ca și versiunile anterioare, dar începând de la 64 GB spațiu de stocare și ajungând până la 2 TB, fiind în același timp foarte rapide, rezistente la praf, și presiuni de până la 16 kg. Cardul folosește sistemul de fișiere Microsoft exFAT pentru a gestiona volume și fișiere mari de date. Este disponibilă și versiunea micro SDXC.

- 2013: Transcend a anunțat lansarea unei noi generații de carduri de memorie SDHC numite Wi-Fi SD cu un modul Wi-Fi încorporat. Cu ajutorul unei aplicații speciale, dezvoltată de companie pentru dispozitive mobile cu sisteme de operare iOS și Android, este posibilă transferarea fără fir a datelor.

- 2016: Samsung anunță Universal Flash Storage (UFS) pentru camere digitale, telefoane mobile și dispozitive electronice de consum. Acesta își propune să aducă viteză mai mare de transfer de date și o fiabilitate sporită stocării memoriei flash. Tehnologia UFS permite scrierea și citirea datelor în memorie în același timp spre deosebire de cardurile eMMC și SD care pot face o singură operație la un moment dat.

- 2018: Secure Digital Ultra Capacity (SDUC) ce urmează cardurile originale SD, SDHC și SDXC, ridicând nivelul maxim de capacitate de stocare de la 2 TB la 128 TB și viteze de până la 985 MB/s.[1]

## Tipuri
Deși există mai multe tipuri, în prezent majoritatea cardurilor de memorie fac parte din una dintre cele două familii principale: Secure Digital și CompactFlash. 
| - PCMCIA ATA Type I Card (PC Card ATA Type I) - PCMCIA Type II, Type III cards - CompactFlash Card (Type I), CompactFlash High-Speed - CompactFlash Type II, CF+(CF2.0), CF3.0 - Microdrive - CFexpress - MiniCard (Miniature Card) - SmartMedia Card - MultiMedia Card - Memory Stick, Memory Stick Pro, Memory Stick Pro Duo - SecureMMC - Reduced Size MMC - Secure Digital - miniSD card - microSD card - SDHC, SDXC - WiFi SD Cards | - Nano Memory Card (NM Card) - MU-Flash (Mu-Card) - C-Flash - SIM card (Subscriber Identity Module) - Smart card - UFC (USB FlashCard) - Universal Flash Storage (UFS) - FISH Universal Transportable Memory Card Standard - Intelligent Stick (iStick) - SxS (S-by-S) - Nexflash Winbond Serial Flash Module (SFM) - xD-Picture Card |

## Principalele tipuri de carduri de memorie
| Nume                         | Acronim   | Factor de formă (mm) |
| ---------------------------- | --------- | -------------------- |
| PC Card                      | PCMCIA    |                      |
| CompactFlash I               | CF-I      | 43 × 36 × 3,3        |
| CompactFlash II              | CF-II     | 43 × 36 × 5,5        |
| SmartMedia                   | SM / SMC  | 45 × 37 × 0,76       |
| Memory Stick                 | MS        | 50 × 21,5 × 2,8      |
| Memory Stick Duo             | MSD       | 31 × 20 × 1,6        |
| Memory Stick PRO Duo         | MSPD      | 31 × 20 × 1,6        |
| Memory Stick PRO-HG Duo      | MSPDX     | 31 × 20 × 1,6        |
| Memory Stick Micro M2        | M2        | 15 × 12,5 × 1,2      |
| Multimedia Card              | MMC       | 32 × 24 × 1,5        |
| Reduced Size Multimedia Card | RS-MMC    | 16 × 24 × 1,5        |
| MMCmicro Card                | MMCmicro  | 12 × 14 × 1,1        |
| Secure Digital               | SD        | 32 × 24 × 2,1        |
| miniSD                       | miniSD    | 21,5 × 20 × 1,4      |
| microSD                      | microSD   | 11 × 15 × 1          |
| Secure Digital High Speed    | SDHC      | 32 × 24 × 2,1        |
| microSDHC                    | microSDHC | 11 × 15 × 1          |
| xD-Picture Card              | xD        | 20 × 25 × 1,7        |
| Intelligent Stick            | iStick    | 24 x 18 x 2,8        |
| Serial Flash Module          | SFM       | 45 x 15              |
| µ card                       | µcard     | 32 x 24 x 1          |
| NT Card                      | NT NT+    | 44 x 24 x 2,5        |
| XQD card                     | XQD       | 38,5 × 29,8 × 3,8    |

## Date tehnice înscrise pe cardul de memorie

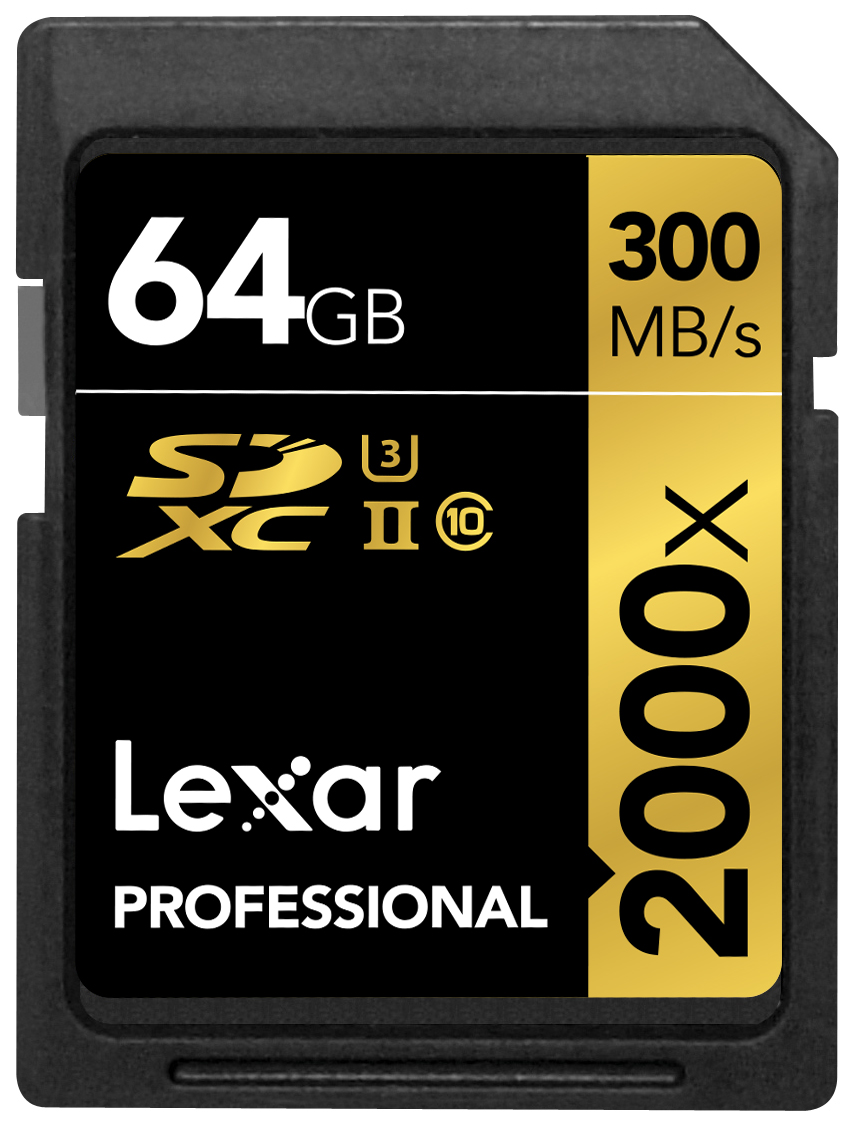

- Producătorul cardului: este cel mai ușor de identificat, fiind cel mai vizibil pe cardul de memorie. Cei mai des întâlniți producători sunt Sandisk, Transcend, Kingston, Lexar, Samsung sau Toshiba.

- Modelul cardului: oferă o idee asupra performanței (Ultra, Ultra Plus, Extreme, Extreme Plus, Extreme Pro etc). Cardurile avansate oferă în plus și alte specificații importante precum: protecție împotriva apei, temperaturilor scăzute, razelor X sau rezistență la șocuri.

- Capacitatea de stocare: toate cardurile de memorie au o capacitate de stocare care, în cele mai multe cazuri, este indicată clar pe etichetă (4GB, 8GB, 16GB, 64GB etc).

- Tipul cardului: este indicat pe etichetă prin SD, SDHC, SDXC.

- Viteza de transfer a datelor: majoritatea cardurilor au înscrisă viteza de transfer sub forma MB/s, fie sub forma unui număr alături de un “x” care arată cât de rapid este procesul de scriere/citire a datelor. Acest număr reprezintă viteza de citire a datelor care este în general mai mare decât viteza de scriere.

- Clasa de viteză: este o cifră în interiorul unui cerc incomplet care simbolizează viteza minimă de scriere în mod continuu susținută de card în MB/s. Aceste cifre sunt 2, 4, 6 sau 10. Un card cu clasa de viteză 2 garantează o viteză minimă de scriere de 2MB/s, un card de memorie clasa 4 garantează o viteză minima de 4MB/s etc.

- Clasa de viteza UHS: cifra 1 sau 3 în interiorul literei U (UHS 1 și UHS 3). Cardurile de memorie cu clasa de viteză UHS 1 au o viteză minimă de scriere de 10MB/s, în timp ce la cardurile UHS 3 viteza minimă începe de la 30MB/s.

- Clasa UHS Bus IF: există trei tipuri de categorii UHS Bus IF: UHS-I, UHS-II și UHS-III. Cardurile UHS-I au o viteză maximă de 104MB/s, UHS-II de 312MB/s, și UHS-III până la maximum de 624MB/s. Cardurile UHS-II și UHS-III au două randuri de pini, în timp ce UHS-I are un singur rând.

- Clasa de viteză video: este indicată pe cardul de memorie sub forma literei „V” și numărul clasei. Există cinci clase de viteză video: V6, V10, V30, V60 și V90. Fiecare cifră a clasei de viteză video indică viteza minimă de scriere în MB/s (V6 are o viteză minimă de scriere susținută de 6MB/s, V10 o viteză de 10MB/s etc).[3][4] [5]

## Galerie

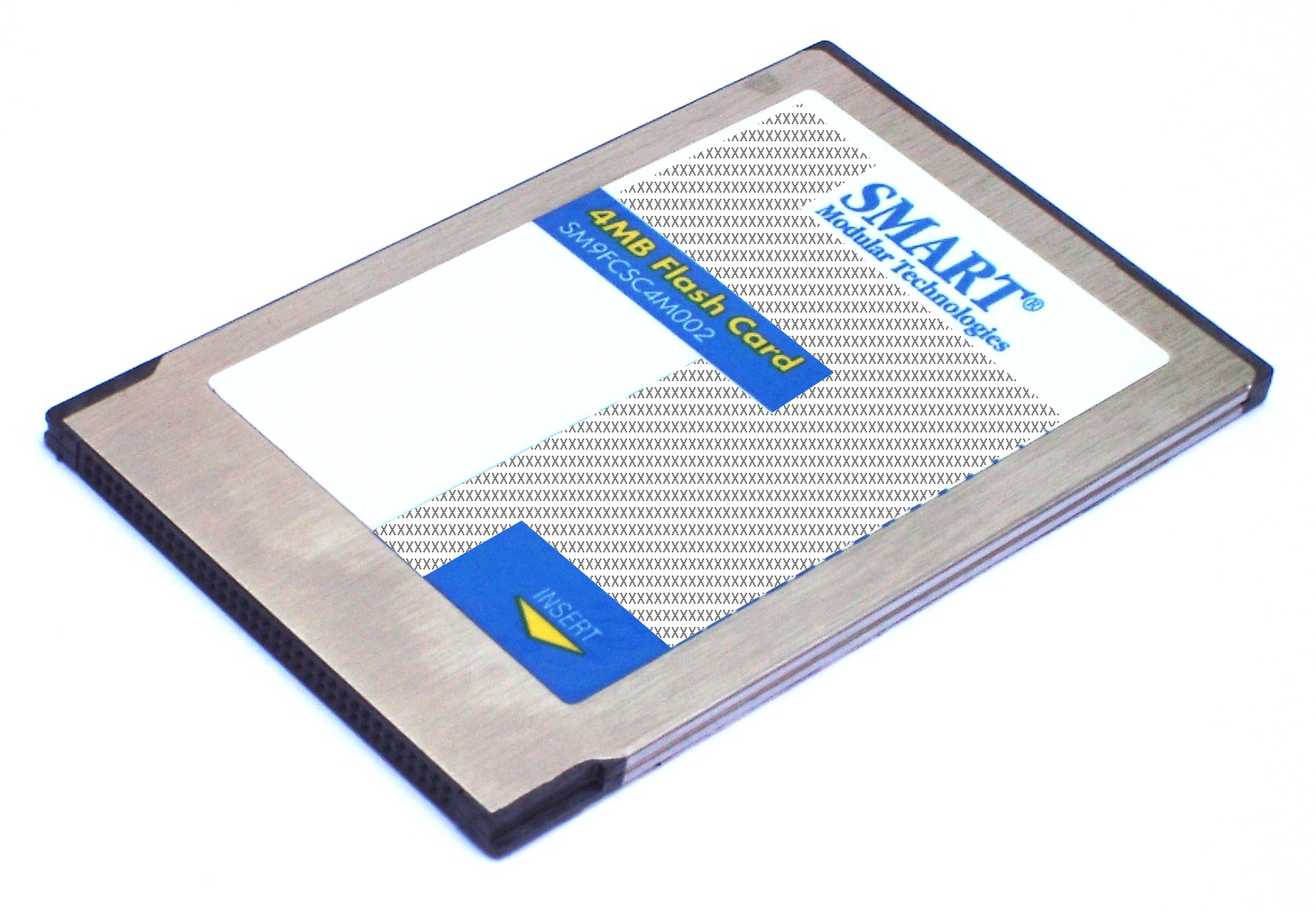
PCMCIA
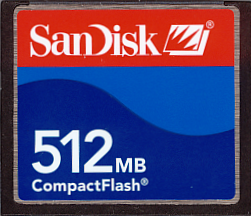
CompactFlash (CF-I)
CompactFlash CF2
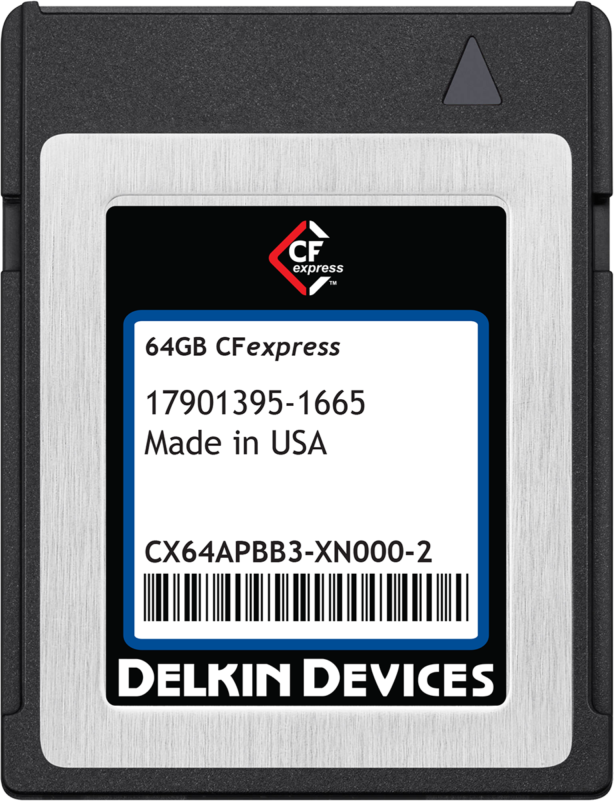
CFexpress
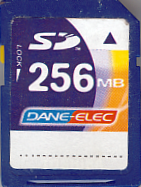
Secure Digital
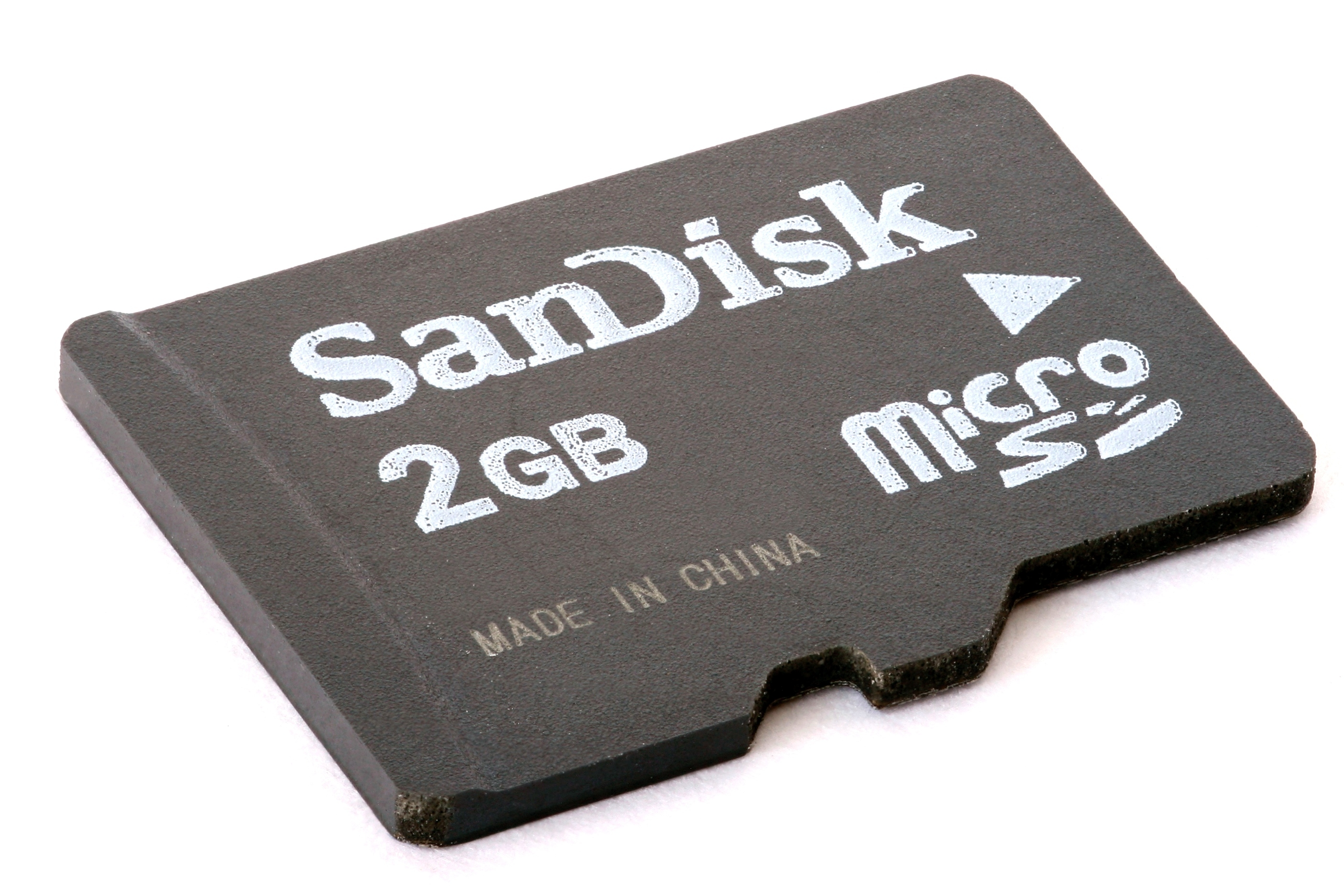
MicroSD
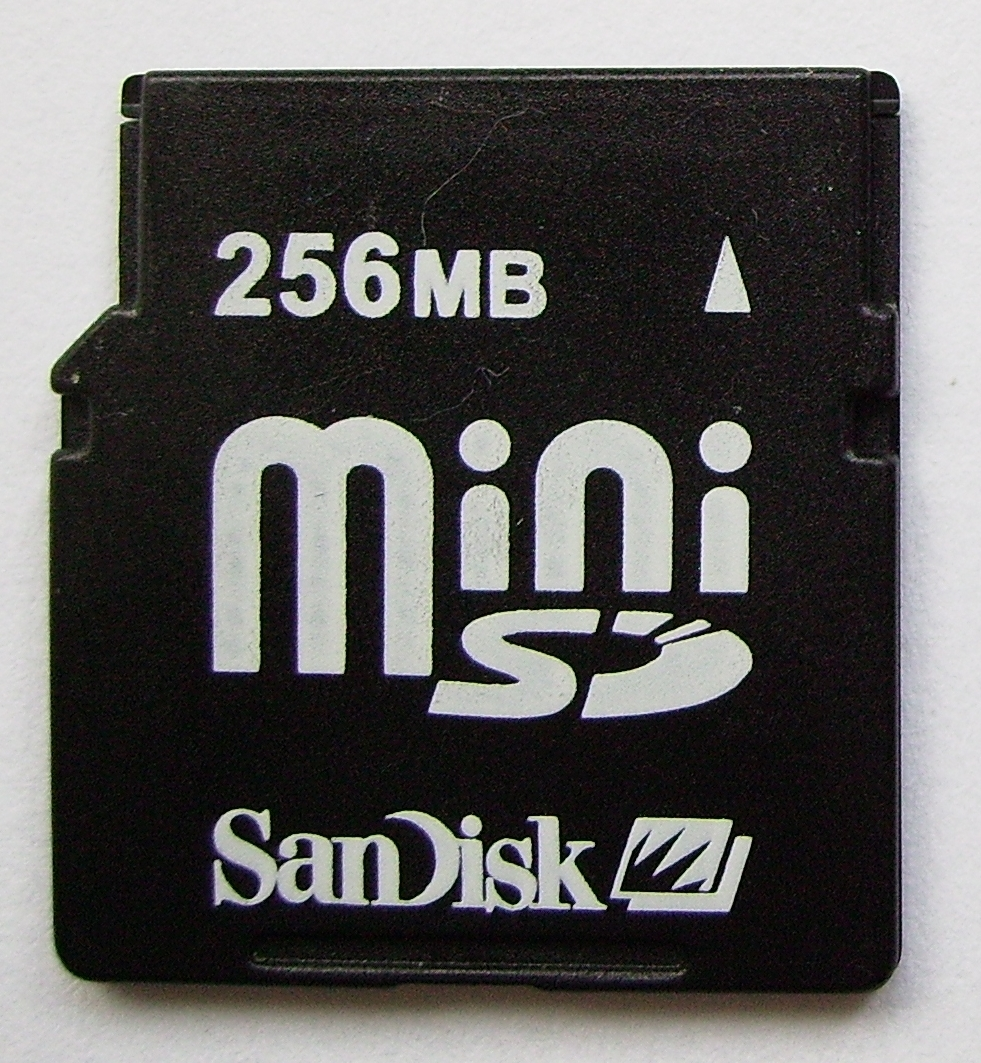
MiniSD
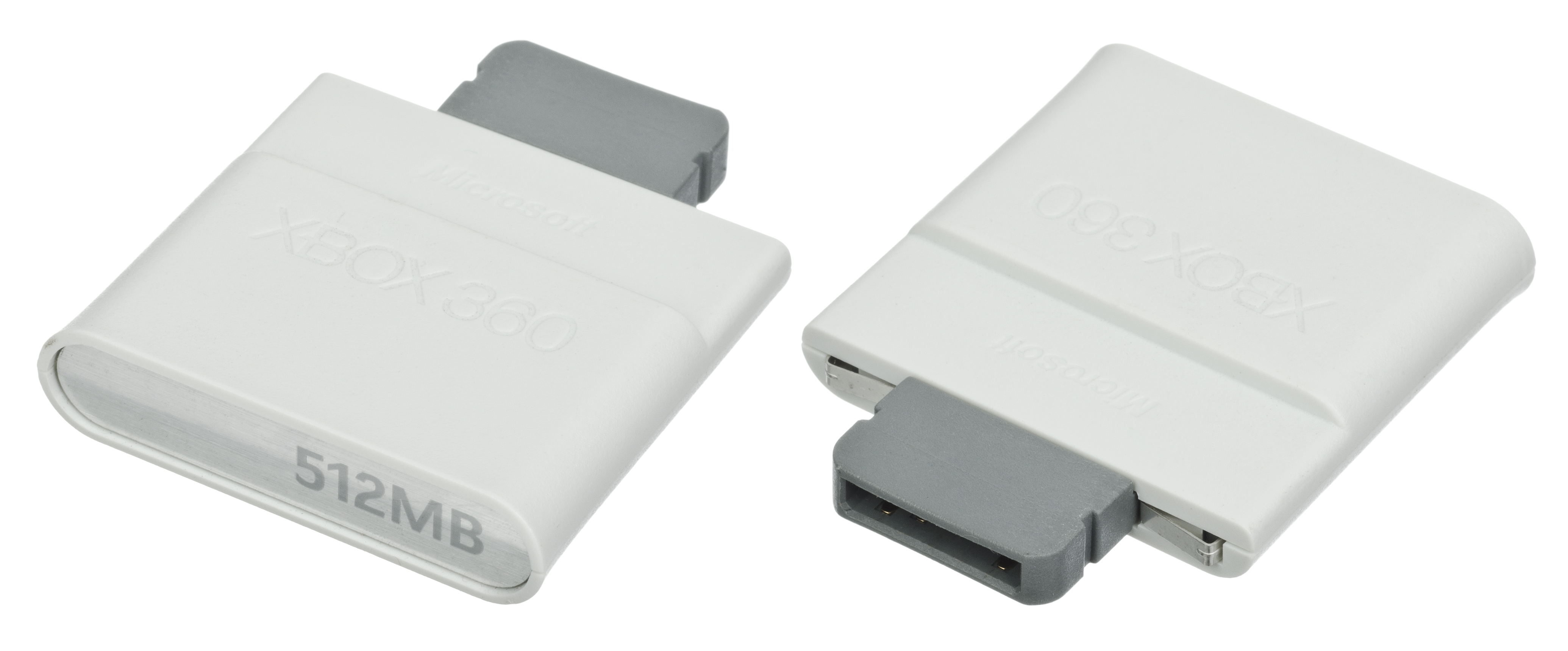
Xbox 360 memory card
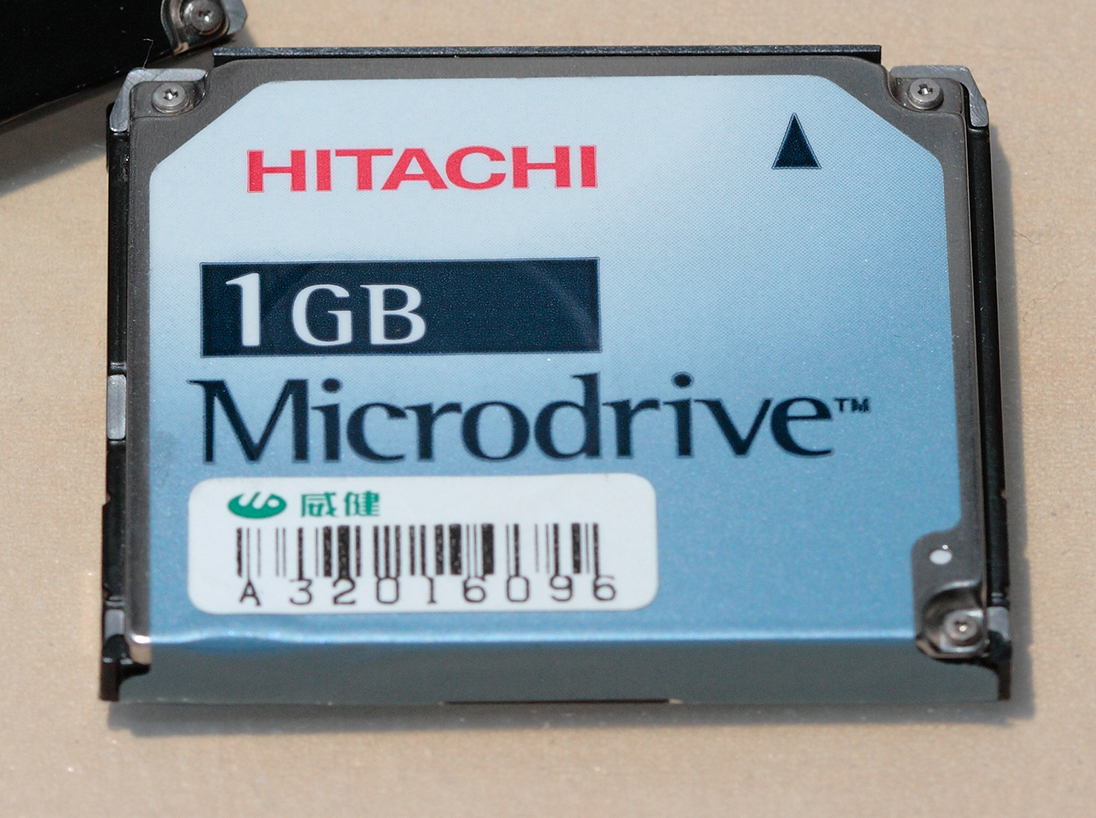
Microdrive
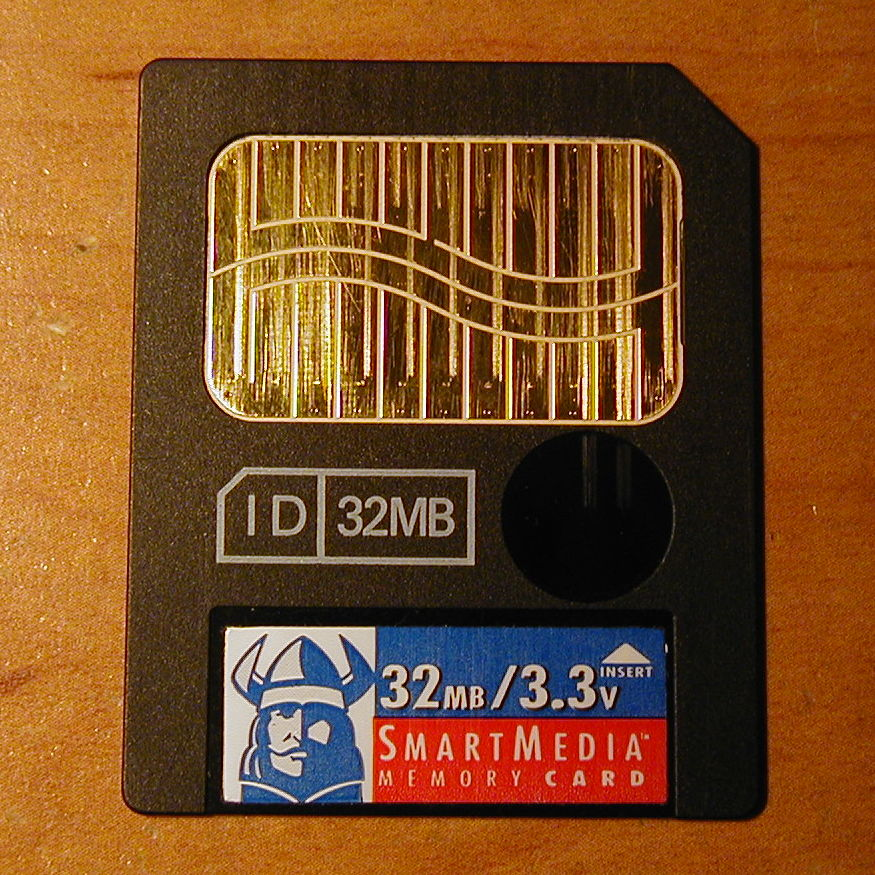
SmartMedia
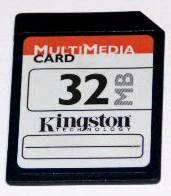
MultiMedia Card
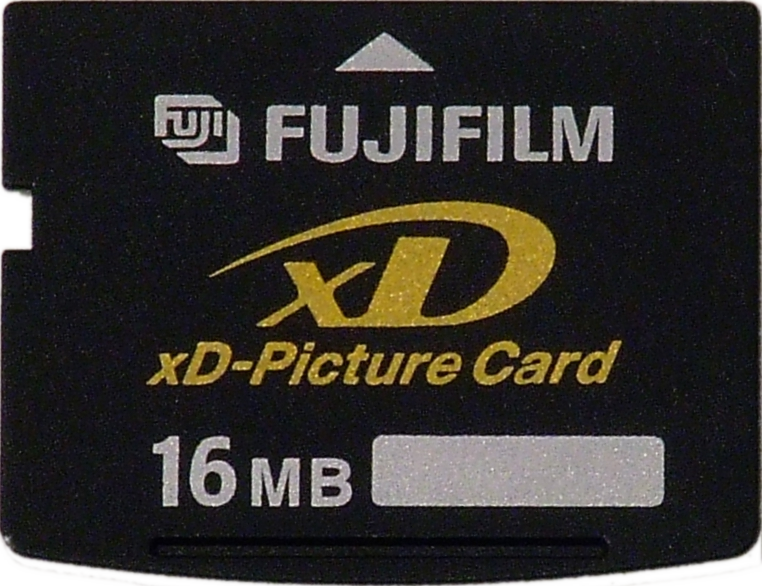
XD card
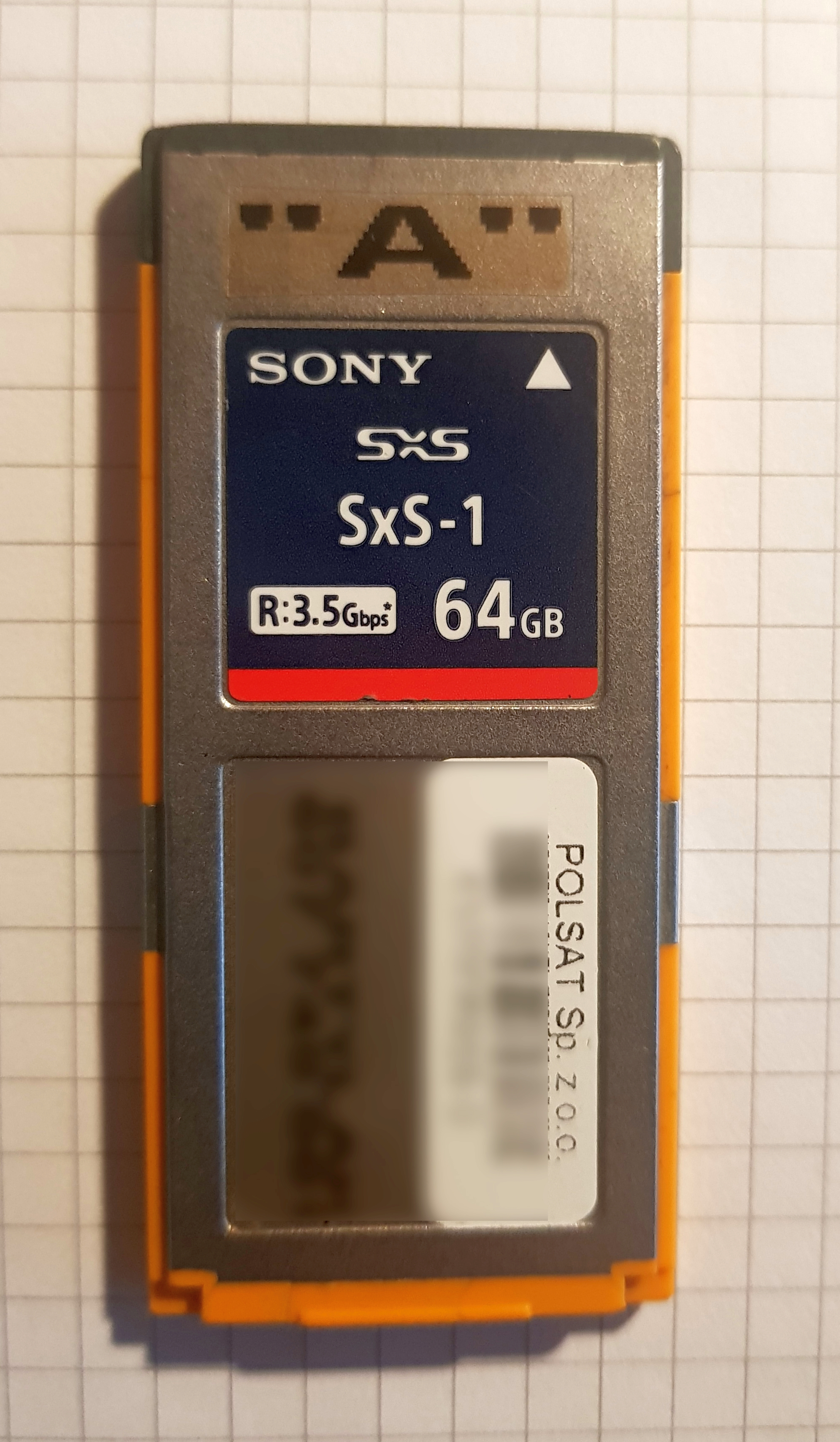
SxS-1
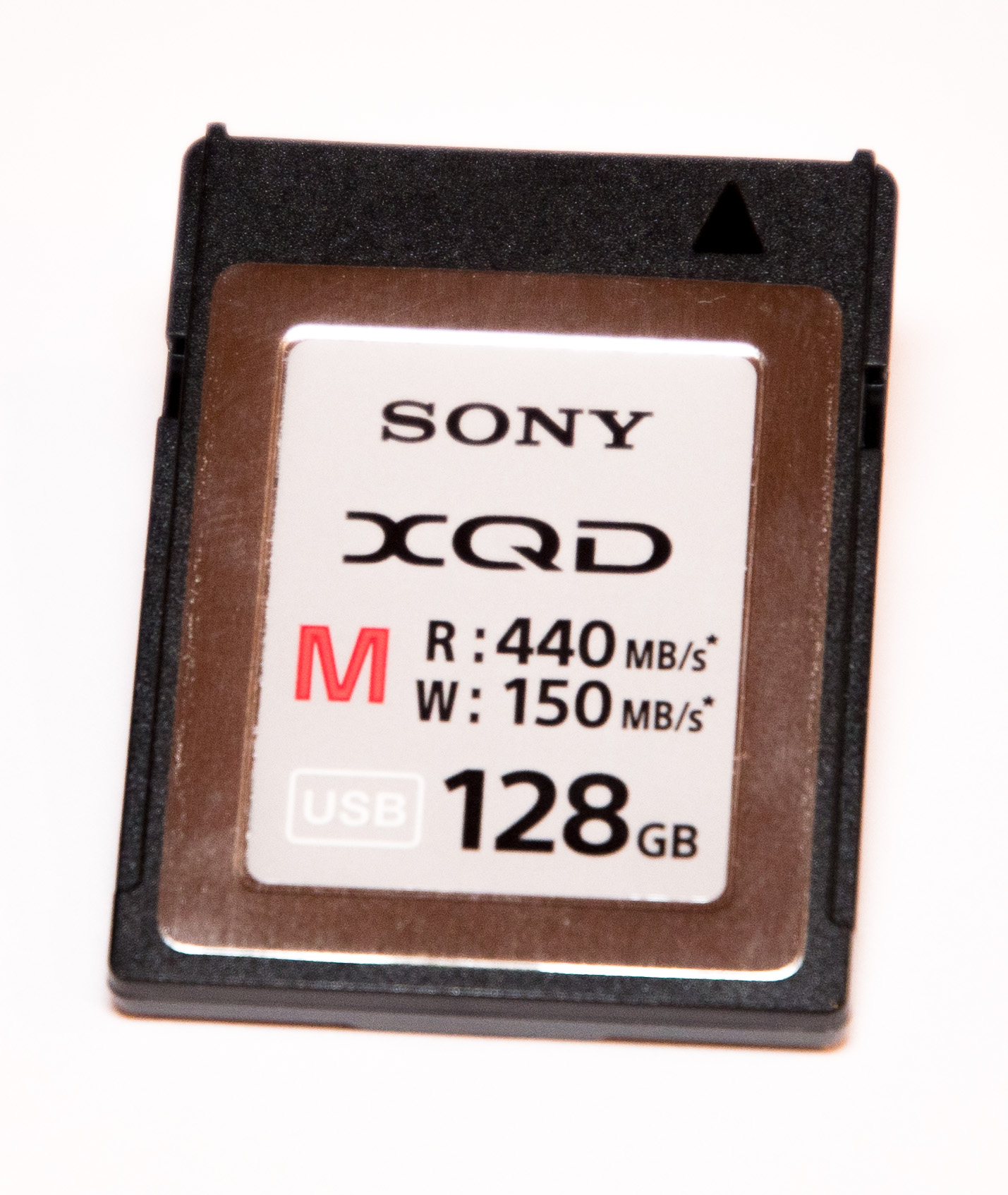
XQD
Memory Stick
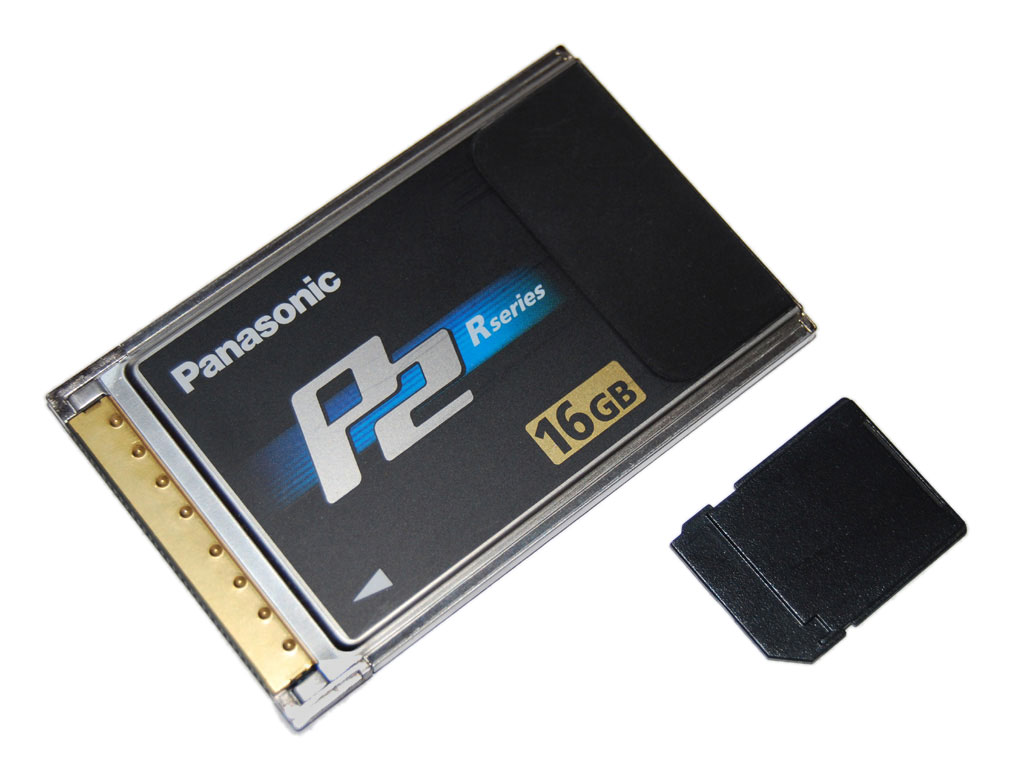
P2 card
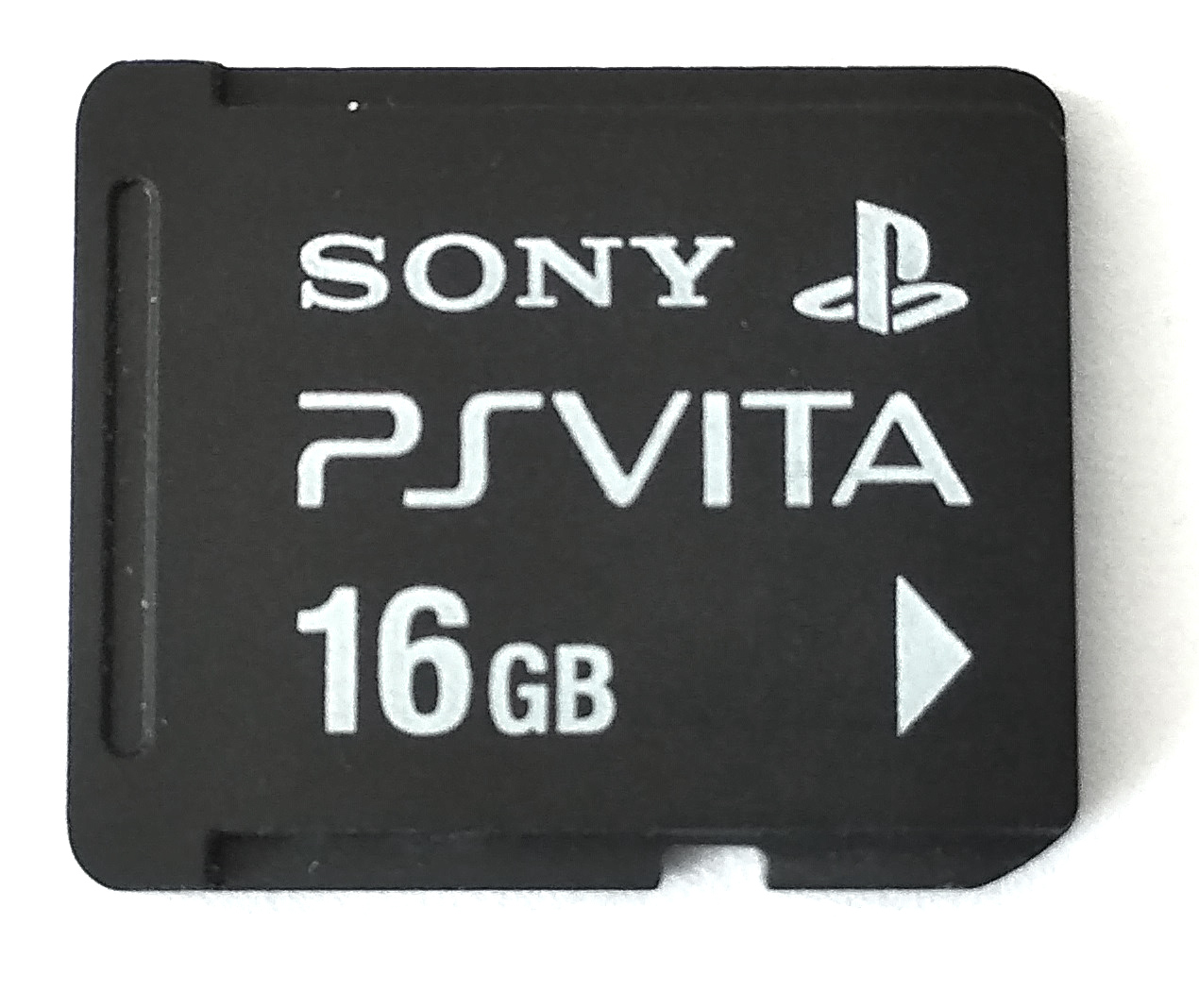
Playstation Vita Memory Card
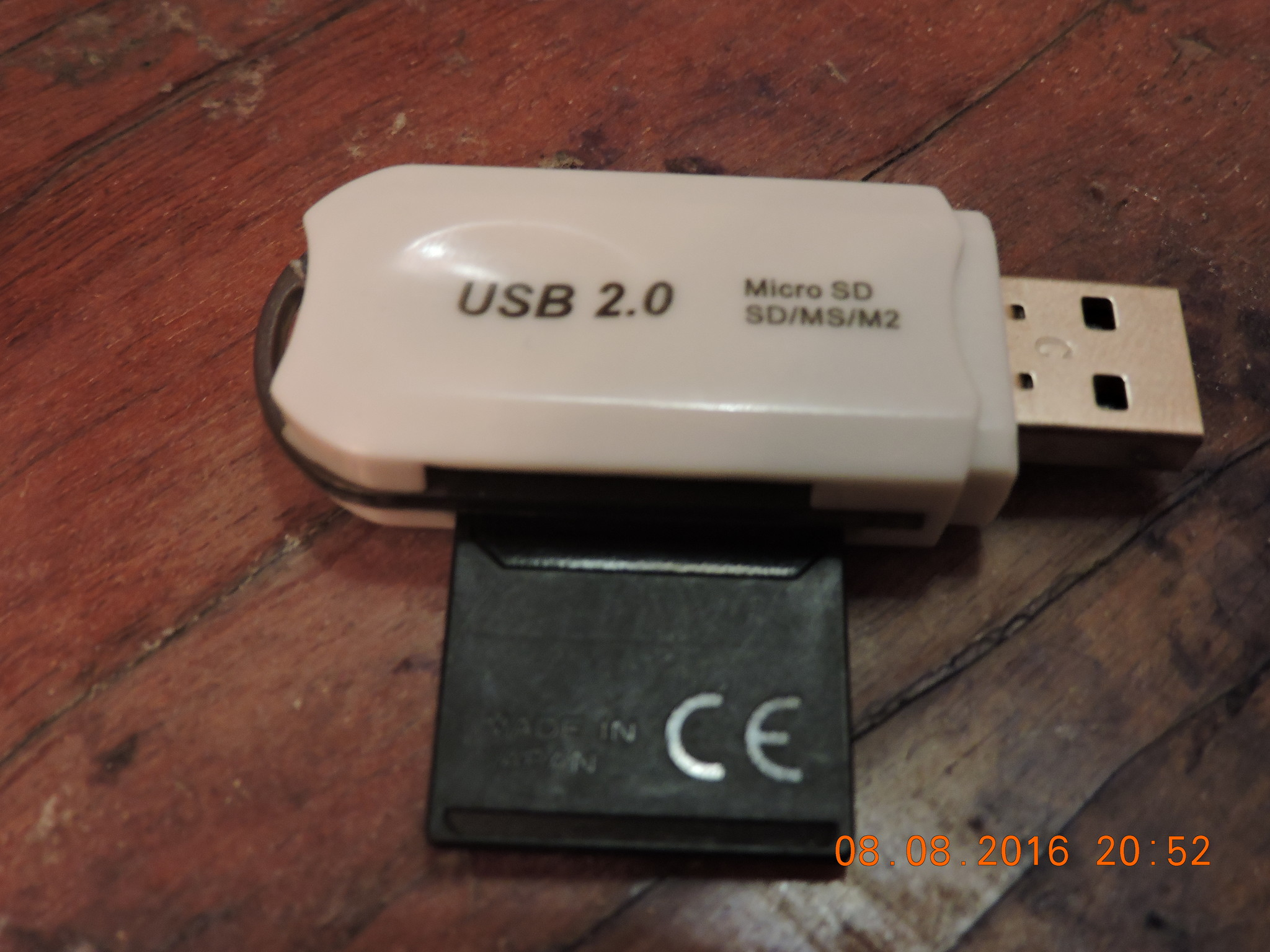
Cititor de carduri USB